# دنبنگتسا کاشوبسکا
دنبنگتسا کاشوبسکا (به لهستانی:  Dębnica Kaszubska) یک روستا در لهستان است که در گمینا دنبنگتسا کاشوبسکا واقع شده‌است. دنبنگتسا کاشوبسکا ۳٬۲۲۰ نفر جمعیت دارد.